# IC 156
IC 156 ist eine Balken-Spiralgalaxie vom Hubble-Typ SB im Sternbild Fische auf der Ekliptik. Sie ist rund 238 Millionen Lichtjahre von der Milchstraße entfernt und hat einen Durchmesser von etwa 125.000 Lichtjahren. Vom Sonnensystem aus entfernt sich das Objekt mit einer errechneten Radialgeschwindigkeit von näherungsweise 5.300 Kilometern pro Sekunde.
Sie ist Teil der 17 Mitglieder zählenden Lyons Groups of Galaxies LGG 31 um  NGC 673.
Das Objekt am 15. Dezember 1892 vom französischen Astronomen Stéphane Javelle entdeckt.

## Galaktisches Umfeld
| Nr. | Galaxie          | Alternativname          | Rek           | Dek           | Distanz/asec |
| --- | ---------------- | ----------------------- | ------------- | ------------- | ------------ |
| →   | IC 156           | LEDA/PGC 6448           | 01h45m29.213s | +10d33m09.85s | 0            |
| 1   | LEDA/PGC 1380642 | 2MASX J01451588+1031051 | 01h45m15.87s  | +10d31m04.8s  | 234.16       |
| 2   | IC 154           | LEDA/PGC 6439           | 01h45m16.271s | +10d38m57.08s | 396.83       |
| 3   | LEDA/PGC 1381430 | 2MASX J01455674+1034255 | 01h45m56.72s  | +10d34m25.6s  | 412.18       |
| 4   | LEDA/PGC 6426    | 2MASX J01450273+1026360 | 01h45m02.74s  | +10d26m36.3s  | 554.83       |
| 5   | NGC 665          | LEDA/PGC 6415           | 01h44m56.10s  | +10d25m22.9s  | 676.24       |
| 6   | LEDA/PGC 6438    | NSA 130318              | 01h45m15.225s | +10d20m54.42s | 763.35       |
| 7   | LEDA/PGC 6425    | UGC 1226                | 01h45m01.70s  | +10d21m55.0s  | 785.34       |
| 8   | LEDA/PGC 6411    | 2MASX J01445894+1020240 | 01h44m58.897s | +10d20m24.97s | 886.68       |